# Абдильдина, Айым Ермековна
Айым Абдильдина (род. 23 декабря 1989, Целиноградская область) — казахстанская спортсменка (вольная борьба), мастер спорта Республики Казахстан международного класса.

## Биография
- серебряная призёрка Гран-при (Германия, 2008)
- серебряная призёрка чемпионата Азии среди юниоров (Катар, 2008)
- бронзовая призёрка Гран-при «Иван Ярыгин» (Россия, 2009)
- четырёхкратная бронзовая призёрка чемпионата Азии (Таиланд — 2009, Узбекистан — 2011, Южная Корея — 2012, Казахстан — 2014)
- победительница Гран-при «Александр Медведь» (Беларусь, 2010)
- серебряная призёрка Голден Гран-при (Азербайджан, 2010)
- бронзовая призёрка Азиатских Игр (Китай, 2010)
- бронзовая призёрка Голден Гран-при (Россия, 2012).